# NOAAS Oscar Elton Sette (R 335)
Le NOAAS Oscar Elton Sette (R 335) est un navire de recherche halieutique de la flotte de la NOAA (National Oceanic and Atmospheric Administration) et plus spécifiquement du service de la National Marine Fisheries Service (NMFS) depuis 2003. Il porte le nom d'un spécialiste américain de la pêche Oscar Elton Sette (en) (1900-1972).
Auparavant il était un navire de surveillance générale auxiliaire tactique de Stalwart-class ocean surveillance ship (en) de l'United States Naval Ship (USNS), sous le nom de USNS Adventurous (T-AGOS-13), de 1988 à 1992.

## Historique
L'US Navy a attribué un contrat de construction de l'Adventurous à VT Halter Marine (en) le 5 avril 1985. La pose de la quille a eu lieu à Moss Point le 19 décembre 1985. Le lancement a eu lieu le 23 septembre 1987 et sa livraison à la US Navy le 19 août 1988.

## United States Navy Service
Le jour de sa livraison, la marine américaine a placé le navire en service non-commandé au sein du military Sealift Command comme transporteur maritime sous le nom de USNS Adventurous (T-AGOS-13). Comme les autres navires de la classe Stalwart, il a été conçu pour collecter des données acoustiques sous-marines à l’appui des opérations de lutte anti-sous-marine durant la Guerre froide contre les sous-marins de la Marine soviétique, à l’ aide d’un Surveillance Towed Array Sensor System (en). Il opérait avec un équipage mixte de personnel de la marine américaine et de marine marchande.
Après la fin de la guerre froide avec l'effondrement de l'Union soviétique à la fin de décembre 1991, les exigences relatives à la collecte de renseignement ont diminué. La marine a mis le navire hors service le 5 juin 1992 et l'a transféré le même jour au National Oceanic and Atmospheric Administration (NOAA). Il a été radié du Naval Vessel Register le même jour.

## National Oceanic and Atmospheric Administration Service
Le même jour, l'US Navy l'a mis hors service, le navire a été transféré à la National Oceanic and Atmospheric Administration (NOAA). La NOAA avait initialement prévu d'attribuer au navire le numéro de coque R 331 et de le convertir pour qu'il soit utilisé comme navire de recherche, mais après un passage comme plateforme de formation de base en 1993, il a été immobilisé sans avoir subi de modifications. Il est resté inactif jusqu'en octobre 2001, date à laquelle il est arrivé à Jacksonville en Floride. Le navire a été modifié en un navire de recherche halieutique. Achevé en octobre 2002, il se rendit à Honolulu, à Hawaii, et mis en service sous le nom de NOAAS Oscar Elton Sette (R 335) le 23 janvier 2003. Il a remplacé le navire de recherche déclassé NOAAS Townsend Cromwell (R 443).

### Capacités
Oscar Elton Sette dispose d'espaces de laboratoire dédiés à la mission, dont un espace de 9.3 m² de laboratoire sec, de 13,9 m² de laboratoire humide, 9,3 m² de laboratoire informatique et de 4,6 m² de laboratoire hydrographique.
Sur le pont, il est équipé d'un treuil océanographique pouvant tirer jusqu'à 6,9 tonnes et pouvant déployer jusqu'à 8.000 mètres de câble conducteur de 9,5 mm. Il dispose également d’un treuil (CTD) d’une force de traction maximale de 6,7 tonnes et pouvant déployer 2.000 mètres de câble conducteur de 9,5 mm, et de deux treuils de chalut hydraulique dotés d'un poids de traction maximum de 25 tonnes et capable de déployer 5.000 mètres de fil d'acier de 15,9 mm. Il dispose d'une grue articulée d'une capacité de levage maximale de 10,8 tonnes et d'une capacité de levage de 2,9 tonnes en pleine extension. Il est équipé d'un cadre en A mobile d'une charge maximale d'utilisation de 4,5 tonnes  et de deux cadres en J mobiles d'une capacité maximale d'utilisation de 1,5 tonne. Afin de renforcer la sécurité des opérations de plongée sous-marine dans les zones isolées, Oscar Elton Sette dispose d'un caisson hyperbare pour permettre le traitement immédiat des plongeurs présentant des symptômes de maladie de décompression.
Il transporte normalement deux RHIB dotés d'un moteur de 115 chevaux et d'une capacité maximale de sept personnes, d'un bateau de sauvetage SOLAS de 6.7 m doté d'un moteur de 315 cv et d'une capacité de six personnes, et de trois bateaux pneumatiques légers dotés d'un moteur de 50 cv pour onze personnes chacun. En plus de son équipage de 22 personnes, il peut accueillir jusqu'à 20 scientifiques.

### Historique du service
Depuis son port d'attache d'Honolulu à Hawaï, Oscar Elton Sette opère dans l'ensemble du Pacifique central et occidental en faveur du Pacific Islands Fisheries Science Center également situé à Honolulu et faisant partie du National Marine Fisheries Service (NMFS) de la NOAA. Il mène des enquêtes d'évaluation des pêches, une océanographie physique et chimique, des projets sur les mammifères marins et des recherches sur le récif corallien, collectant des poissons et des crustacés à l'aide de chaluts de fond, de palangres et de nasses à poissons. Il utilise des filets à plancton et des filets de cuvette de surface et de moyenne eau pour collecter le plancton, les larves de poisson et les œufs. Il soutient également régulièrement les opérations de plongée sous-marine .
Oscar Elton Sette participe également activement aux croisières NMFS Honolulu Coral Reef Restoration pour la restauration des récifs coralliens , qui concentrent les efforts scientifiques sur l'élimination des débris marins et des engins de pêche commerciaux rejetés des récifs de corail fragiles, ainsi que sur la classification et l'analyse de la densité des débris et des engins abandonnés.

## Flotte de la National Marine Fisheries Service
La National Marine Fisheries Service (Service national de la Pêche maritime) est un organisme fédéral des États-Unis. C'est une division de la National Oceanic and Atmospheric Administration (NOAA) elle-même dépendante du département du Commerce des États-Unis. Le NMFS est responsable de l'intendance et de la gestion de ressources marines au sein de la zone économique exclusive des États-Unis, qui s'étend vers le large à environ 370 kilomètres de la côte.

## Galerie

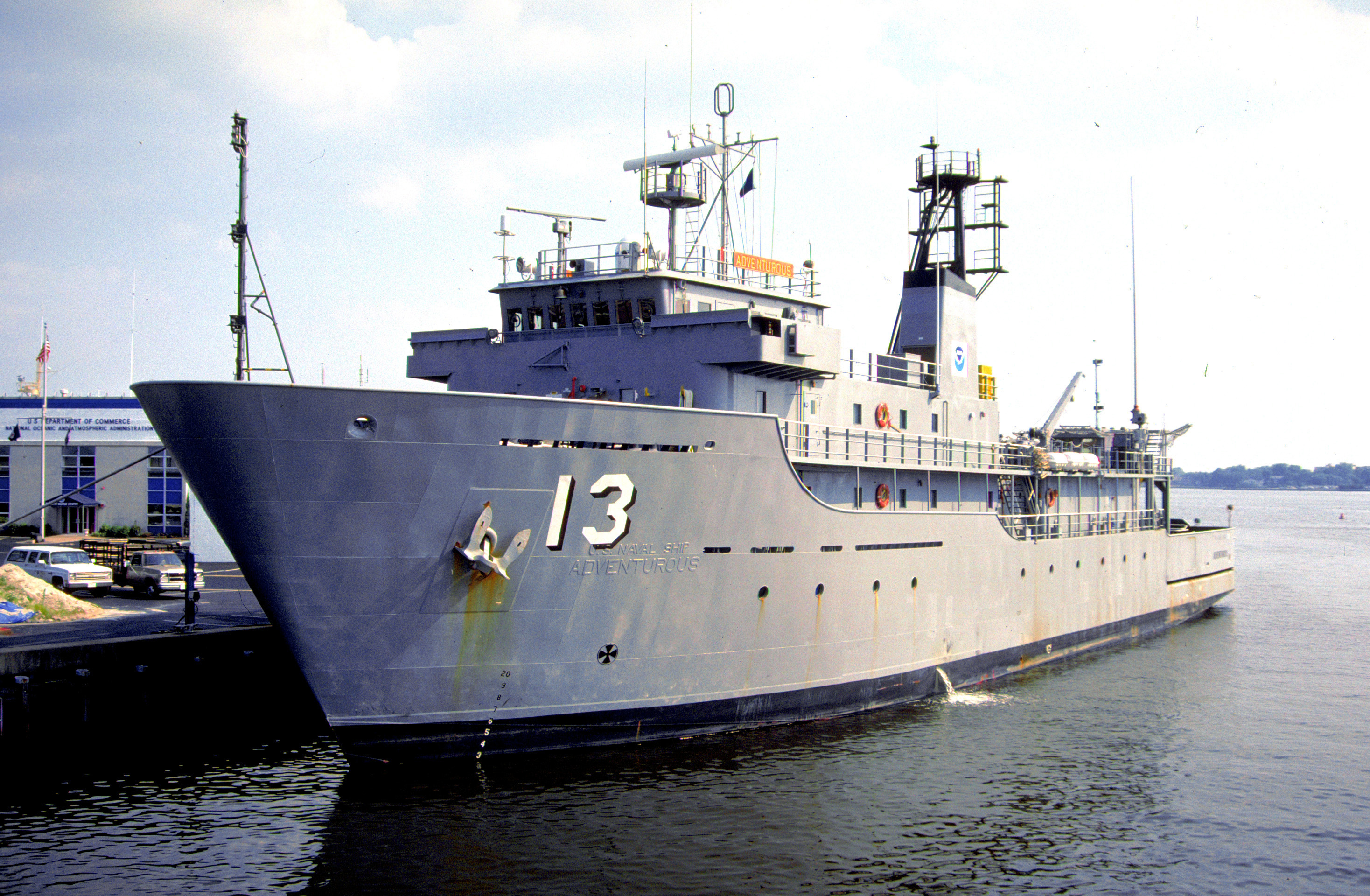
USNS Adventurous
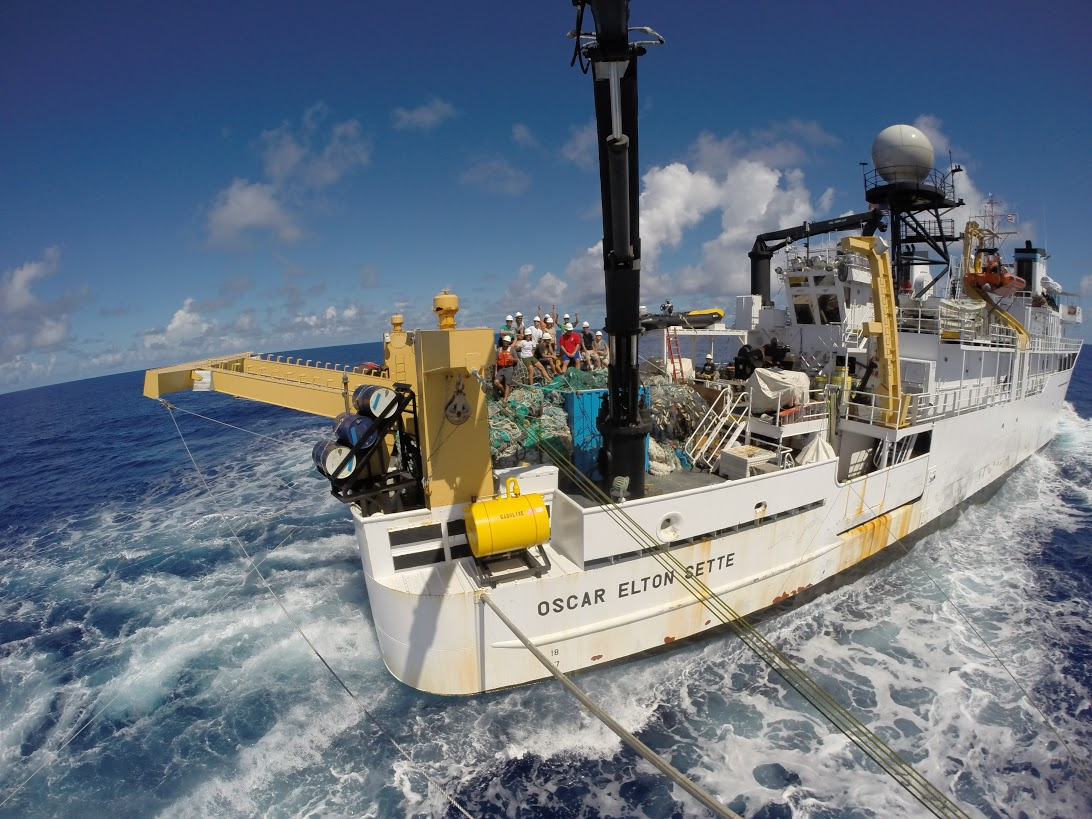
NOAAS Oscar Elton Sette
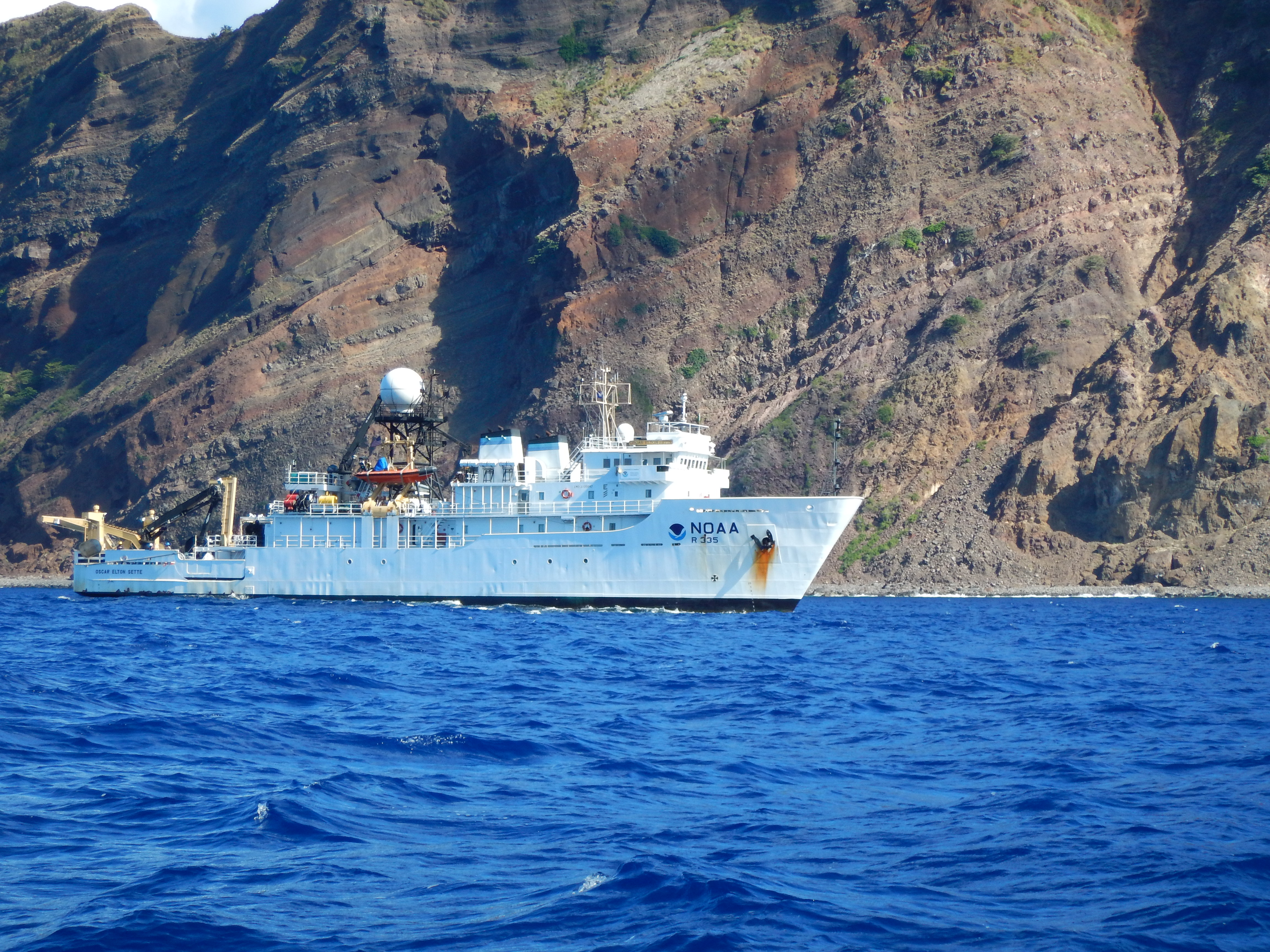
NOAA Oscar Elton Sette

## Note et référence
- (en) Cet article est partiellement ou en totalité issu de l’article de Wikipédia en anglais intitulé « USNS Adventurous » (voir la liste des auteurs).

1. ↑  Pacific Islands Fisheries Science Center - Site NOAA
2. ↑  restauration des récifs coralliens - Site NOAA Fisheries